# ツクイ
株式会社ツクイは、神奈川県横浜市港南区に本社を置く在宅介護や有料老人ホーム、人材派遣などの介護事業を行う企業である。
措置制度時代の1980年代から既に介護事業に進出していた。

## 沿革
- 1969年6月 - 津久井督六により津久井土木株式会社を設立。
- 1978年11月 - 津久井産業株式会社に社名変更。
- 1983年3月 - 介護事業に進出。
- 1999年11月 - 株式会社ツクイに社名変更。
- 2002年 - 土木業から撤退。
- 2004年4月 - ジャスダックに上場。（2011年5月上場廃止）
- 2011年3月 - 東京証券取引所2部に上場。
- 2012年3月 - 東京証券取引所1部へ指定替え。
- 2018年12月 - 子会社の株式会社ツクイスタッフがジャスダックに上場。
- 2020年
  - 5月 - 株式会社ツクイ分割準備会社を設立。
  - 10月 - 持株会社体制へ移行。事業を株式会社ツクイ分割準備会社に承継し、株式会社ツクイホールディングス（初代）に社名変更。株式会社ツクイ分割準備会社が株式会社ツクイに社名変更。
- 2021年
  - 3月25日 - MBKP Lifeによる株式公開買付けが成立[2]。
  - 6月17日 - 東京証券取引所1部上場廃止。
  - 6月21日 - 株式併合により、株主がMBKP Lifeと津久井企画のみとなる[3]。
  - 10月1日 - MBKP Life株式会社が株式会社ツクイホールディングス（初代）を吸収合併し、株式会社ツクイホールディングス（2代）に商号変更。
- 2022年
  - 3月 - 株式会社ツクイホールディングスが、株式会社ツクイスタッフに対し株式公開買付けを行い、同社株式の97.62%を取得[4]。
  - 4月21日 - 株式会社ツクイホールディングスが、株式会社ツクイスタッフを完全子会社化[5]。